# Alektorofobie
Alektorofobie is een specifieke fobie in verband met kippen. Personen met deze fobie hebben angst voor kippen of ander pluimvee. De angst kan zich ook uitbreiden naar eieren en dode kippen. De oorzaak voor deze angst kan een algemene angst voor vogels zijn of een trauma uit het verleden in verband met een aanval of agressief gedrag van kippen, maar kan ook ontstaan door de dagelijkse gewoonten en het gedrag van kippen. 
Andere fobieën die in het spel kunnen zijn: Ornithofobie (algemene angst voor vogels), Ovofobie (angst voor eieren) en Pteronofobie (angst voor veren).